# Marielle Pruvost
Marielle Pruvost (ur. 15 listopada 1986) – francuska judoczka. Startowała w Pucharze Świata w latach 2007 i 2009-2016. Srebrna medalistka mistrzostw Europy w drużynie w 2009. Mistrzyni Francji w 2015 roku.